# اصول تدوین فهرست موضوعی در نوشته‌های زبان فارسی
اصول تدوین فهرست موضوعی در نوشته‌های زبان فارسی کتابی از هوشنگ ابرامی است که در سال ۱۳۵۲ منتشر و برندهٔ جایزه کتاب سال سلطنتی شد.